# Carrboro
Carrboro – miasto w Stanach Zjednoczonych, w stanie Karolina Północna, w hrabstwie Orange.